# Johannes Blaskowitz
 (juin 2024).
Johannes Blaskowitz est un Generaloberst de l'armée de terre du Troisième Reich pendant la Seconde Guerre mondiale, né le 10 juillet 1883 à Paterswalde (de) en province de Prusse-Orientale et mort le 5 février 1948 à Nuremberg.
Les circonstances de sa mort, apparemment un suicide au cours d'un des procès de Nuremberg, restent toutefois obscures car il allait être acquitté.

## Biographie

### Jeunesse et Première Guerre mondiale
Né à Paterswalde, arrondissement de Wehlau (province de Prusse-Orientale), Johannes Blaskowitz est le fils d’un pasteur luthérien. Il va l'école primaire à Walterkehmen (de) (arrondissement de Gumbinnen), puis dans un établissement secondaire privé à Milluhnen (de) (arrondissement de Stallupönen). En 1894, il entre à l'école des cadets de Köslin et, plus tard, à l'école principale prussienne des cadets de Berlin-Lichterfelde. En 1899, il commence sa carrière militaire en tant que candidat-officier dans le 18e régiment d'infanterie (de) à Osterode[réf. souhaitée].
Blaskowitz étudie à l'école de Guerre d'Engers, dont il sort second et est promu lieutenant le 27 janvier 1902. Il participe à un stage de l'école de gymnastique militaire de Berlin et travaille ensuite pendant un an et demi comme professeur auxiliaire dans cet établissement. Affecté à l'Académie de guerre de Berlin de 1908 à 1911, il y passe l'examen d'interprète en français et rejoint ensuite la 3e compagnie du 170e régiment d'infanterie à Offenbourg en tant que premier-lieutenant. Le 1er avril 1914, il est muté à l'état-major du 111e régiment d'infanterie.
Au cours de la Première Guerre mondiale, il sert sur les fronts de l'Est et de l'Ouest et travaille pour l'état-major. Après la guerre, il poursuit son service militaire dans la Reichswehr sous la république de Weimar. Il est indifférent à la prise de pouvoir par les nazis parce qu’il croit que l'armée se doit d’être « neutre politiquement ».

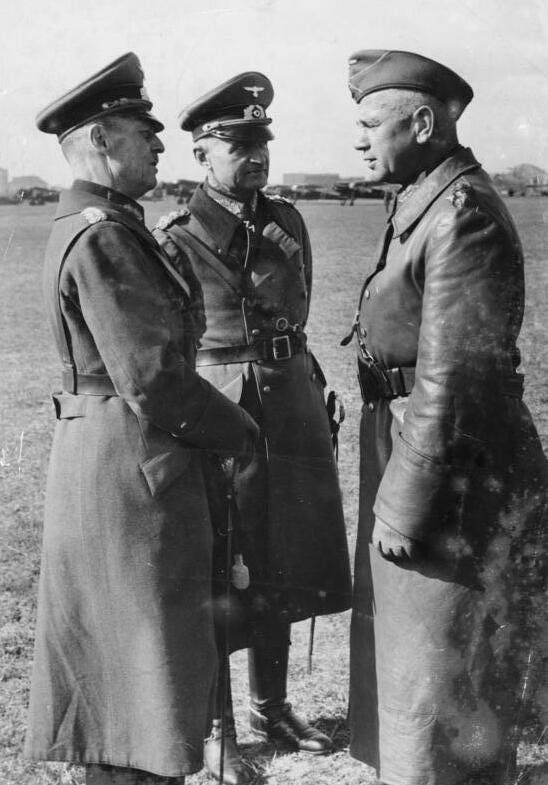
De gauche à droite: Gerd von Rundstedt, Johannes Blaskowitz et Walter von Reichenau (1939).

### Pologne (1939)
Il commande la 8e armée allemande lors de l'invasion de la Pologne au début de la Seconde Guerre mondiale. Il est commandant en chef de l'Est en Pologne à partir du 20 octobre 1939. Il est révolté par les atrocités commises par les SS et les Einsatzgruppen contre les Polonais et les Juifs. Il fait parvenir au commandant en chef, Walther von Brauchitsch, deux rapports détaillés sur ces crimes de guerre. Il n’hésite pas à imposer la peine de mort aux membres de la SS et de la Gestapo qui sont impliqués dans des crimes de guerre (ces sentences seront abolies plus tard par Hitler). Il note, entre autres :
« Le sentiment des troupes envers les SS et la police oscille entre le dégoût et la haine. Chaque soldat a la nausée face à ces crimes commis en Pologne par des ressortissants du Reich et des représentants du gouvernement. » — Aide-mémoire, janvier 1940.
Face à une attitude jugée « puérile », Hitler relève Blaskowitz de son commandement en Pologne le 14 mai 1940, sur l'insistance du gouverneur général Hans Frank.

### Campagne de France (1940) et son occupation
Blaskowitz est muté au commandement de la 9e armée dans l'Ouest lors de la campagne de France. Il devient gouverneur militaire du Nord de la France au début de juin 1940. Il conserve cette position jusqu’en octobre 1940 puis est  muté au commandement de la 1re armée sur la côte sud-ouest entre la Bretagne et la frontière espagnole, poste qu’il occupe jusqu'en mai 1944.
En mai 1944, après la nomination de Gerd von Rundstedt en tant que commandant en chef à l'ouest, Blaskowitz est nommé commandant du groupe d'armées G. Ce commandement relativement faible, composé de la 1re armée et de la 19e armée, est chargé de défendre le sud de la France de l'invasion alliée imminente.
Johannes Blaskowitz, est le supérieur hiérarchique opérationnel de Heinz Lammerding, pour qui « la Wehrmacht allemande doit se défendre par tous les moyens en son pouvoir. Si, ce faisant, il faut avoir recours à des méthodes de combat qui sont nouvelles pour l'Europe de l’Ouest, il reste à constater que le combat des terroristes par embuscades est lui aussi quelque chose de nouveau pour les critères européens de l'Ouest ».
Le 5 juin 1944, le général Lammerding fait approuver par sa hiérarchie un programme répressif qui reprend les mesures mises en œuvre en Europe de l’Est. le général Lammerding est le commandant de la division SS Das Reich, responsable des Massacre de Tulle, Massacre d'Oradour-sur-Glane et Massacre d'Argenton-sur-Creuse en 1944. Civils fourbes, terroristes, membres d’un «village partisan», Allemands tués voire mutilés… Pareils prétextes semblent élaborés au sein de la «Das Reich» en amont de l’extermination d'Oradour-sur-Glane, transformé à en «village partisan». A ce titre, un épisode antérieur au massacre est monté. Dans la soirée du 9 juin 1944, un groupe de Francs-tireurs et partisans capture un officier supérieur de la division, le SS-Sturmbannführer Helmut Kämpfe, chef du 3e bataillon du régiment «Der Führer», alors qu’il vient de quitter Janaillat après des exécutions de maquisards, et se rend seul en voiture vers le quartier-général de la «Das Reich», à Limoges. Il est capturé par les hommes de Georges Guingouin entre Saint-Léonard-de-Noblat et Sauviat-sur-Vige et sera exécuté le 10 le jour du Massacre d'Oradour-sur-Glane sous les ordres du commandant Adolf Diekmann. En traversant la route nationale à Moissannes. Depuis 1986, en bordure de cet axe se dresse un menhir, réalisé par l’artiste Jean-Joseph Sanfourche pour rappeler la capture du major,,.
L'invasion de la France méridionale a commencé le 15 août 1944, avec l'opération Dragoon, lorsque les forces alliées débarquent en Provence entre Toulon et Cannes[réf. souhaitée].

### Campagne de l’Ouest (1944-1945)
Le 17 août 1944, à 11 h 15, il reçoit l'ordre de retirer toutes les forces allemandes à l'ouest de la ligne Orléans-Clermont-Ferrand-Montpellier, que ce fût la Wehrmacht, la SS ou autres, sauf les seules unités de la 19e armée et celles affectées à la défense de Marseille, Toulon et des poches de l'Atlantique (La Rochelle, La Palice, Royan et la pointe de Grave). Il organise le retrait de ses forces jusque dans les Vosges. Là, les forces de Blaskowitz sont renforcées par la 5e armée Panzer dirigée par Hasso von Manteuffel. Blaskowitz souhaite consolider ses forces, mais Hitler lui ordonne de contre-attaquer immédiatement la 3e armée américaine. Blaskowitz réalise la futilité d'une telle action, mais, aux ordres, attaque les forces américaines à proximité de Lunéville les 18 – 20 septembre 1944. L'attaque est un échec. Furieux, Hitler relève Blaskowitz de son commandement et le remplace par Hermann Balck. Il est relevé du commandement du groupe d'armées G à la fin de septembre 1944 mais est rétabli à ce poste le 24 décembre. Le 28 janvier 1945, il est nommé commandant en chef du groupe d'armées H. Ce commandement est remanié au début de 1945 et Blaskowitz devient commandant en chef aux Pays-Bas.

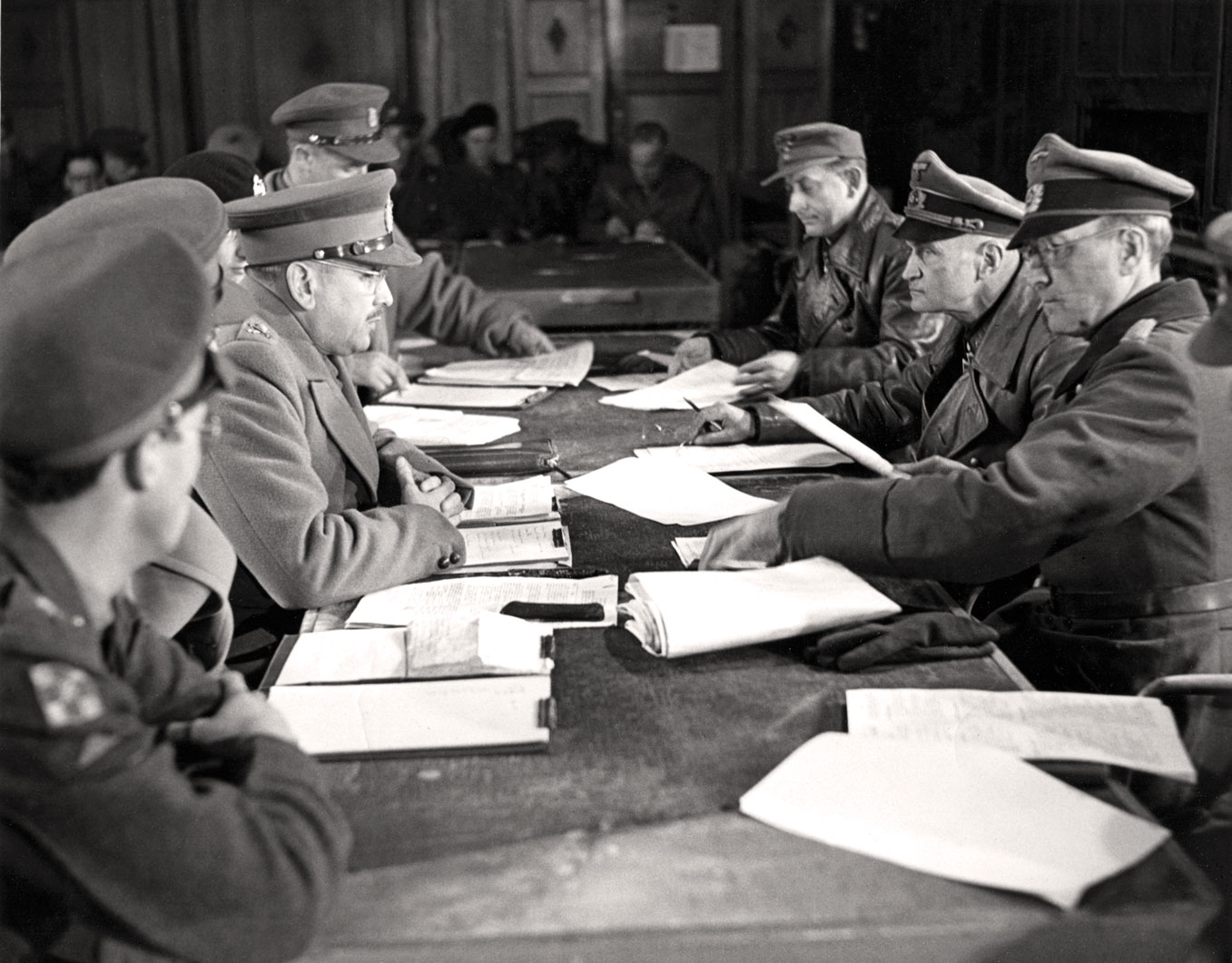
Signature de la capitulation des troupes allemandes des Pays-Bas à Wageningue par le général Blaskowitz (à droite, au centre) devant le général canadien Foulkes (à gauche, au centre).

Le 5 mai, Blaskowitz est convoqué à l'hôtel de Wereld, à Wageningue, par le général Charles Foulkes, commandant en chef du 1er corps canadien, afin de discuter de la capitulation des forces allemandes des Pays-Bas. Le prince Bernhard zur Lippe Biesterfeld, qui agit en tant que commandant en chef des troupes intérieures néerlandaises, assiste également à la rencontre. Blaskowitz est d’accord avec toutes les demandes de Foulkes, mais on ne parvient pas à trouver une machine à écrire dans l'hôtel (certaines sources disent maintenant qu’il n’y en avait nulle part dans la ville). Le document de la capitulation ne peut être rédigé. Les parties se rencontrent de nouveau le lendemain, le document sur la capitulation a finalement pu être rédigé. Blaskowitz le signe en présence du général Foulkes et du prince.

### Internement et décès
Blaskowitz est accusé de crimes de guerre et jugé devant un tribunal militaire américain lors du procès dit « du haut commandement ». Il se suicide pendant le procès le 5 février 1948 en sautant d'une fenêtre de la prison de Nuremberg. La rumeur de son assassinat par des SS se répand au sein des autres prisonniers, mais aucune preuve ne vient l'appuyer.

## Promotions
| Fähnrich               | 2 mars 1901       |
| Leutnant               | 27 janvier 1902   |
| Oberleutnant           | 27 janvier 1910   |
| Hauptmann              | 17 février 1914   |
| Major                  | 1er janvier 1922  |
| Oberstleutnant         | 6 avril 1926      |
| Oberst                 | 1er octobre 1929  |
| Generalmajor           | 1er octobre 1932  |
| Generalleutnant        | 1er décembre 1933 |
| General der Infanterie | 1er août 1936     |
| Generaloberst          | 1er octobre 1939  |

## Décorations
- Croix de fer (1914)
  - 2e classe (1914)
  - 1re classe (1915)
- Insigne des blessés (1914)
- Croix du Mérite militaire (Bavière) 3e classe avec glaives (1916)
- Croix de chevalier 2e classe de l'ordre du Lion de Zaeringen avec glaives (1915)
- Croix de Frédéric-Auguste (Oldenbourg)
  - 2e classe (1916)
  - 1re classe (1916)
- Croix de chevalier de l'ordre royal de Hohenzollern avec glaives (1917)
- Croix d'honneur des combattants 1914-1918 (1934)
- Agrafe de la croix de fer (1939)
  - 2e classe (1939)
  - 1re classe (1939)
- Médaille de l'Anschluss (1938)
- Médaille des Sudètes (1938) avec barrette du château de Prague
- Croix allemande en argent (1943)
- Croix du Mérite de guerre
  - 2e classe
  - 1re classe
- Ordre de la Couronne d'Italie, grand croix (1941)
- Croix de chevalier de la croix de fer avec feuilles de chêne et glaives
  - Croix de chevalier (1939)
  - Feuilles de chêne (1944)
  - Glaives (1945)